# Dead by April (album)
| Recensione     | Giudizio |
| -------------- | -------- |
| Allmusic       |          |
| Imperiumi.net  |          |
| UltimateGuitar | 9/10     |

Dead by April è l'album di debutto dell'omonimo gruppo alternative metal svedese, pubblicato nel 2009.

## Tracce
1. Trapped – 3:08 (Pontus Hjelm)
2. Angels of Clarity – 3:41 (Pontus Hjelm/Jimmie Strimmel)
3. Losing You – 3:57 (Pontus Hjelm/Jimmie Strimmel)
4. What Can I Say – 3:08 (Pontus Hjelm)
5. Erased – 3:26 (Pontus Hjelm/Jimmie Strimmel)
6. Promise Me – 3:34 (Pontus Hjelm)
7. Falling Behind – 3:26 (Pontus Hjelm/Jimmie Strimmel)
8. Sorry for Everything – 3:44 (Pontus Hjelm)
9. In My Arms – 4:25 (Negin Djafari/Thomas Gustafsson/Pontus Hjelm/Hugo Lira/Paolo Lira/Jimmie Strimmel)
10. Stronger – 4:00 (Pontus Hjelm/Jimmie Strimmel)
11. Carry Me – 3:48 (Pontus Hjelm/Jimmie Strimmel)
12. A Promise – 3:37 (Johan Eskilsson/Pontus Hjelm/Jimmie Strimmel)
13. I Made It – 3:49 (Pontus Hjelm/Jimmie Strimmel)

Traccia bonus edizione limitata
1. Leaves Falling – 3:23 (Pontus Hjelm)

Tracce bonus edizione britannica
1. Leaves Falling – 3:23 (Pontus Hjelm)
2. My Saviour – 3:13 (Pontus Hjelm/Jimmie Strimmel)
3. Losing You (Alternate version) – 3:30 (Pontus Hjelm/Jimmie Strimmel)

### DVD (edizione limitata)
1. Video Blog
2. The Making Of
3. Losing You (videoclip)
4. Losing You (karaoke version)
5. Photo Slide (live photography)
6. Interview

## Formazione
- Jimmie Strimmel - voce
- Pontus Hjelm - voce, chitarra, tastiere
- Johan Olsson - chitarra
- Marcus Wesslén - basso
- Alexander Svenningson - batteria

## Classifiche
| Classifica (2009) | Posizione massima |
| ----------------- | ----------------- |
| Svezia            | 2                 |
| Giappone          | 163               |